# Banzaê
Banzaê is een gemeente in de Braziliaanse deelstaat Bahia. De gemeente telt 11.157 inwoners (schatting 2009).

## Aangrenzende gemeenten
De gemeente grenst aan Cícero Dantas, Ribeira do Pombal, Tucano en Quijingue.

## Galerij

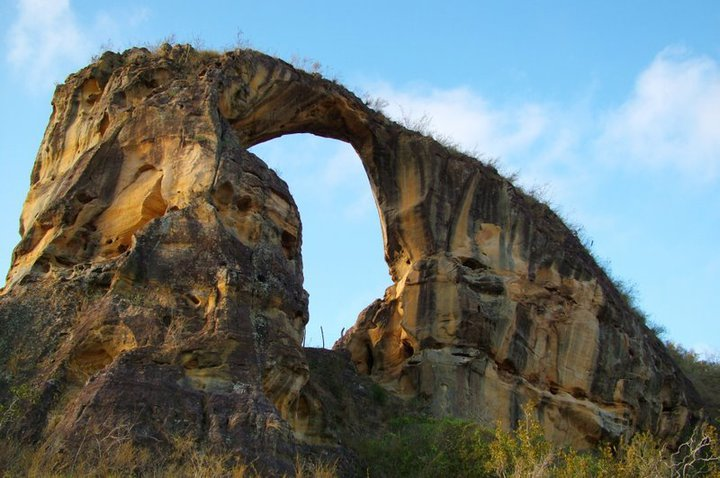
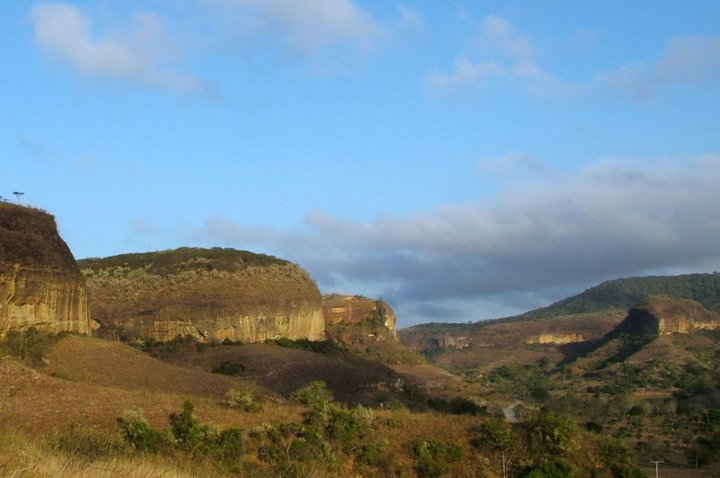
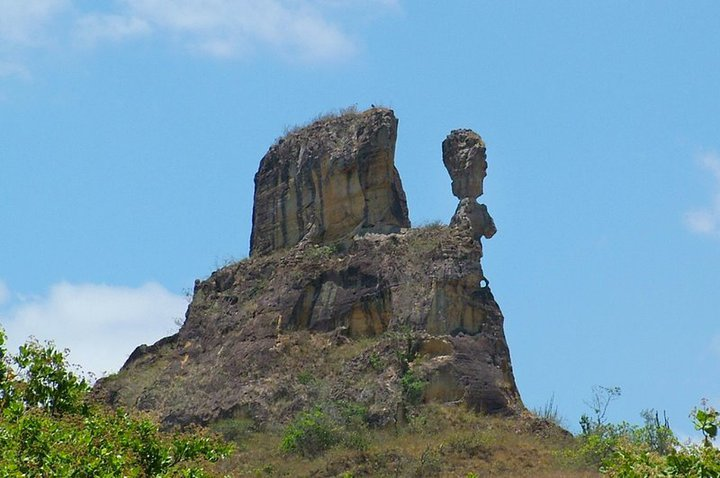
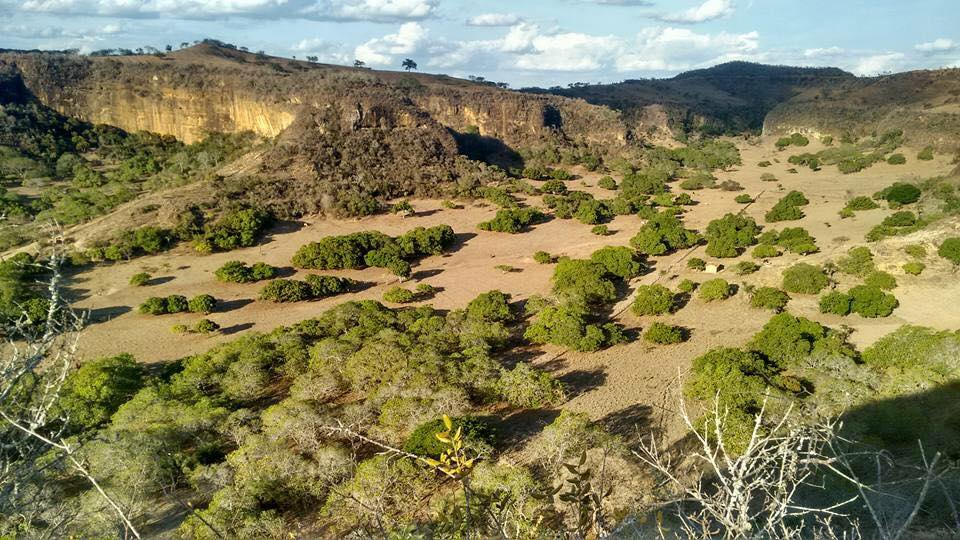
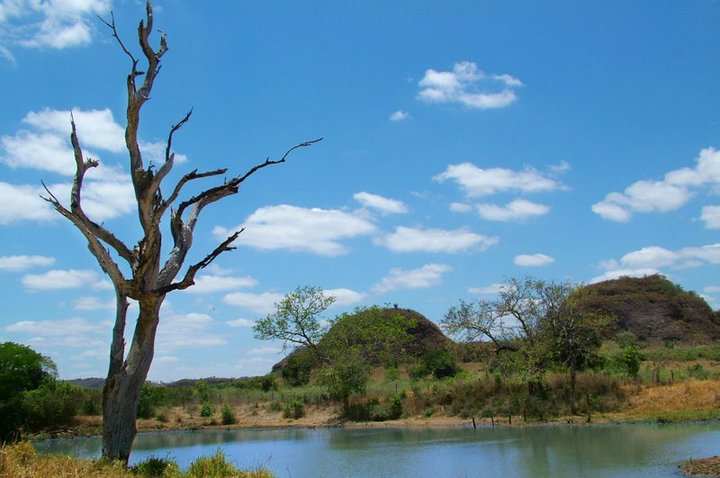